# (8498) Ufa
(8498) Ufa est un astéroïde de la ceinture principale.

## Description
(8498) Ufa est un astéroïde de la ceinture principale. Il fut découvert le 15 septembre 1990 à Naoutchnyï par Lioudmila Jouravliova. Il présente une orbite caractérisée par un demi-grand axe de 3,00 UA, une excentricité de 0,12 et une inclinaison de 10,2° par rapport à l'écliptique.

## Compléments